# آدورف
آدورف (بالألمانية: Adorf) هي بلدة ألمانية صغيرة تقع في مقاطعة فوكتلاندكرايس جنوب غربي ولاية ساكسونيا الألمانية.

## التاريخ
مرغريفية مايسن 1357-1485

 انتخابية ساكسونيا 1485-1547

 فوكتلاند 1547-1569

 انتخابية ساكسونيا 1569-1697

 بولندا-ساكسونيا 1697-1706

 انتخابية ساكسونيا 1706-1709

 بولندا-ساكسونيا 1709-1763

 انتخابية ساكسونيا 1763-1806

 مملكة ساكسونيا 1806-1918

 الإمبراطورية الألمانية 1871-1918

 جمهورية فايمار 1918-1933

 ألمانيا النازية 1933-1945

 ألمانيا المحتلة من قبل قوات التحالف 1945-1949

 ألمانيا الشرقية 1949-1990

تأسست آدورف حوالي عام 1200. حصلت على لقب «بلدة» عام 1293. جدران البلدة بدأت عام 1477. نشأت وتطورت الصناعات بسبب موقعها الهام ومسارت وطرق النقل: فنشأت الصناعات اليدوية وغزل الأقمشة والنسج والتطريز وعرق اللؤلؤ وصناعة الآلات الموسيقية. لحق الدمار بالبلدة بعد نشوب حريق عام 1768. جرى تشييد مبنى البلدية الحالي عام 1896- وهي الفترة التي أضيف عليها الكثير من المنازل للشوارع الواقعة حول السوق. كما استضافت داراً للنقاهة خاصا بمدينة لايبزيغ.

## الجغرافيا
تقع بلدة آدورف على مقربة من نهر إلستر الأبيض.
عدد السكان
| - 1500 - 1,000 - 1779 - 1,300 (272 مسكن) - 1801 - 1,310 (268 مسكن) - 1815 - 1,862 - 1831 - 2,395 (302 مسكن) - 1834 - 2,348 (311 مسكن) - 1910 - 7,887 | - 1960 – 8,832 - 1971 – 8,398 - 1998 – 6,396 - 1999 – 6,296 - 2000 – 6,214 - 2001 – 6,127 | - 2002 – 6,017 - 2004 – 5,817 - 2005 – 6,096 - 2007 – 5,563 - 2008 – 5,474 - 2013 – 5,178 |